# Gladioserratus
A Gladioserratus a porcos halak (Chondrichthyes) osztályának szürkecápa-alakúak (Hexanchiformes) rendjébe, ezen belül a szürkecápafélék (Hexanchidae) családjába tartozó fosszilis nem.

## Rendszerezés
A nembe az alábbi 3 fosszilis faj tartozik:
- †Gladioserratus aptiensis Pictet, 1864
- †Gladioserratus dentatus Guinot, Cappetta & Adnet, 2014
- †Gladioserratus magnus Underwood, Goswami, Prasad, Verma & Flynn, 2011

## Fordítás
- Ez a szócikk részben vagy egészben  a   Gladioserratus című angol Wikipédia-szócikk ezen változatának fordításán alapul.  Az eredeti cikk szerkesztőit annak laptörténete sorolja fel. Ez a jelzés csupán a megfogalmazás eredetét és a szerzői jogokat jelzi, nem szolgál a cikkben szereplő információk forrásmegjelöléseként.